# 莎车麻蜥
莎车麻蜥（学名：Eremias yarkandensis）也称叶城麻蜥，一种分布于吉尔吉斯斯坦和中国西北等地区的爬行动物，隶属于有鳞目蜥蜴科（正蜥科）麻蜥属。其种加词“yarkandensis”意为“莎车（叶尔羌）的”。
本种是由英国学者威廉·托马斯·布兰福德于1875年描述命名，1920年，乔治·阿尔贝·布朗热将本种作为密点麻蜥（Eremias multiocellata）的莎车亚种。目前大部分学者将本种视为独立物种。

## 保护
本种于2023年被收录入《有重要生态、科学、社会价值的陆生野生动物名录》。